# Джулі Теймор
Джулі Теймор (англ. Julie Taymor; нар. 15 грудня 1952) — американська кіно- і театральна режисерка, сценаристка. Здобула дві нагороди «Тоні» (всього чотири номінації), премію «Еммі», номінацію на премію Американської кіноакадемії.

## Життєпис
Джулі Теймор народилася 15 грудня 1952 року в родині Мелвіна Лестера — лікаря-гінеколога і Елізабет Теймор (до шлюбу Берштейн) — викладачки політології.
Інтерес до театру проявила ще в дитинстві. У 9 років почала відвідувати дитячий театр Бостона, у старшій школі зацікавилася подорожами і відвідала Шрі-Ланку та Індію в рамках програми «Експеримент міжнародного життя», який є частиною пакету програм міжнародного обміну між США та іншими країнами.
1970 року Теймор вступила до коледжу в Огайо і 1974 року закінчила навчання з відзнакою.
Живе в Нью-Йорку з партнером, композитором Елліот Голденталем, з яким вони разом вже понад 20 років.

## Кар'єра
Визнання як режисерки прийшло до Джулі Теймор після виходу 1997 року мюзиклу «Король Лев» — адаптації однойменного анімаційного фільму. Прем'єрний показ на сцені відбувся 31 липня 1997 року в Міннеаполісі в театрі «Орфей» і мав величезний успіх. За цю роботу Теймор отримала дві нагороди «Тоні» — за режисуру і за дизайн костюмів, ставши першою жінкою, яка здобула премію «Тоні» за режисуру мюзиклів.
1999 року Джулі Теймор зняла фільм «Тіт» — кіноадаптацію трагедії Шекспіра «Тит Андронік», а 2002 року — фільм «Фріда» (заснований на житті художниці Фріди Кало). Обидва фільми отримали позитивні відгуки, а «Фріда» номінувався в шести категоріях на премію «Оскар», вигравши у двох з них (за найкращий грим і найкращий оригінальний саундтрек).
Наступна робота Теймор — фільм-мюзикл «Крізь Всесвіт» про 1960-ті роки, розказаний за допомогою композицій групи «Бітлз» у сучасному виконанні, в головних ролях знялися Джим Стерджесс і Еван Рейчел Вуд. Фільм вийшов у вересні 2007 року і номінувався на премію «Оскар» і «Золотий глобус». На щорічній церемонії нагородження «Жінки в Голлівуді», яку проводить журнал «Elle», Джулі Теймор вручили премію за роботу над цим фільмом.
2010 року вийшов четвертий художній фільм Теймор «Буря» за однойменною п'єсою Шекспіра, яку вона раніше вже ставила в театрі.
2011 року відбулася прем'єра поставленого Теймор мюзиклу про Людину-павука, який став її першою роботою над мюзиклом за відомою ідеєю після Короля Лева. Головну роль у мюзиклі виконав молодий актор Рів Карні, який зіграв принца Фердинанда у фільмі «Буря».

### Режисерка
- 1999 — «Тіт» / Titus
- 2002 — «Фріда» / Frida
- 2007 — «Крізь Всесвіт» / Across the Universe
- 2010 — «Буря» / The Tempest
- 2020 — «Глорії[en]» / The Glorias

## Театральні постановки
- 1986 — «Буря», за п'єсою Шекспіра
- 1988 — «Приборкання норовливої», за п'єсою Шекспіра
- 1992 — «Цар Едіп», опера Стравінського
- 1993 — «Чарівна флейта», опера Моцарта
- 1994 — «Тіт Андронік», за п'єсою Шекспіра
- 1996 — «Летючий голландець», опера Вагнера
- 1995 — «Соломія», опера Ріхарда Штрауса
- 1996 — «Juan Darién: A Carnival Mass[en]», опера Голденталя
- 1997 — «Король Лев», мюзикл
- 2000 — «Зелена пташка[ru]», за казкою Карло Ґоцці
- 2006 — «Чарівна флейта», опера Моцарта
- 2007 — «Грендель», опера Голденталя
- 2011 — «Spider-Man: Turn Off the Dark», мюзикл